# Jon Giesler
Jon William Giesler (Toledo, 23 dicembre 1956) è un ex giocatore di football americano statunitense che ha militato nel ruolo di offensive tackle nella National Football League (NFL).

## Carriera
Al college Giesler giocò a football a Michigan. Fu scelto dai Miami Dolphins nel corso del primo giro (ventiquattresimo assoluto) del Draft NFL 1979. Nella sua prima stagione non disputò alcuna partita come titolare, giocando negli special team e come riserva dei veterani Bob Kuechenberg e Mike Current.
Quando Current si ritirò dopo la stagione 1979, Giesler divenne tackle sinistro titolare per i Dolphins nella stagione 1980. Tra il 1980 e il 1988 disputò 110 partite per i Dolphins, 105 delle quali come partente. Nel giugno 1984, Giesler rifiutò un'offerta dei Michigan Panthers della United States Football League (USFL) del valore di 900.000 dollari per tre anni. Durante la stagione 1984 fu parte di una linea offensiva tra le migliori nella NFL nei blocchi sui passaggi e l'allenatore dei Don Shula disse che Giesler era "il suo miglior offensive lineman." Nel 1986 Giesler saltò le prime sei partite per un'operazione chirurgica a un ginocchio, lo stesso che si infortunò nuovamente più avanti nella stagione, disputando un minimo in carriera di sette partite.  Giesler considerò il ritiro prima della stagione 1988 e fece uno sciopero di due mesi prima di firmare un nuovo contratto biennale con i Dolphins del valore di 657.500 dollari.
In dieci stagioni con Miami dal 1979 al 1988, Giesler disputò due Super Bowl (il Super Bowl XVII e il Super Bowl XIX) e fu inserito per due volte dalla United Press International (UPI) nella seconda formazione ideale dell'AFC.

## Palmarès
- American Football Conference Championship: 2

Miami Dolphins: 1982, 1984